# شيخ عناية الله كمبة
شيخ عناية الله كمبة (1608-1671) هو عالم وكاتب ومؤرخ مسلم بنجابي خلال عصر سلاطنة مغول الهند. والده هو مشكين القلم مير عبد الله، ولقب مشكين القلم هو من اللغة الفارسية ويعني أنه شيخ الكتاب. كان الشيخ عناية الله كمبة الأخ الأكبر وأستاذ محمد صالح كمبة، المؤرخ الشهير لبلاط شهاب الدين شاهجهان ومعلم السلطان المغولي أورنكزيب. توفي في عام 1671 م في دلهي، وتقع مقبرته في جوباند كامبوهان والا على طريق الإمبراطورة بالقرب من مقر السكك الحديدية في لاهور.

## منصبه
أمضى عناية الله كمبة حياته المبكرة في الخدمة العسكرية للمغول وكان "مير منشي" (لقب فارسي يعني المفتش العام) لشاهجهان وحمل منصبًا جعل 800 حصان تحت خدمته. بعد فترة من الخدمة، تقاعد عن العالم وعاش بجوار الضريح المقدس لقطب الدين بختيار كاكي في دلهي. مثل شقيقه محمد صالح كمبة، يُقال إن عناية الله كان أيضًا موسيقيًّا هنديًّا بارعًا.

## أعماله
كتب عناية الله كمبة العديد من الأعمال التاريخية. اشتهر بمجموعته القصصية بعنوان ربيع المعرفة، التي اكتملت في عام 1651 م، وأصبحت واحدة من أكثر الكتب المدرسية الفارسية شعبية. أشاد المؤرخ محمد صالح كمبة، الأخ الأصغر لعناية الله كمبة، بربيع المعرفة باعتبارها نموذجًا للحرفية المتطورة. أصبحت جزءًا من مناهج المدارس الفارسية، وقد ذُكرت في نسخة مخطوطة من كتاب "خلاصة المكاتب" الذي كُتب عام 1688. ومن خلال استخدامها الشائع في المدارس الفارسية، كان الرجال والنساء المتعلمون، سواء من المسلمين أو الهندوس، على دراية بها بشكل شائع في الهند المغولية. وخلال الحكم البريطاني أيضًا، وفقًا لتقارير التعليم، فقد دُرِّسَت في جميع المدارس تقريبًا وكان أسلوبها وتعبيرها يعتبران أفضل نماذج التأليف (حسب الباحث ريد 1852: 54).
ومن الأعمال المهمة الأخرى لكمبة مُصَنَّف "تكملة كتاب أكبر نامه"، وهو بمثابة استمرار لكتاب "أكبر نامه" لأبي الفضل ويروي السنوات الأربع الأخيرة من حكم السلطان أكبر. كما كتب كتابين فارسيين آخرين يُعرفان باسم "دلكاشا" و"أشرف السراييف".

## طالع أيضًا
- قطب الدين بختيار كاكي
- محمد صالح كمبة